# Meteor (missile)
Pour les articles homonymes, voir Meteor.
Le Meteor (BVRAAM) est un missile air-air à longue portée de conception européenne, en service depuis le 11 juillet 2016. MBDA est le maître d’œuvre industriel, il a pour principaux partenaires industriels Saab (Suède, 10 %), Bayern-Chemie (Allemagne, 16 %) Inmize (Espagne, 10 %), Roxel et Thales (France 12,4 %) . Il est doté d'une Zone d'Interception Assurée (ZIA) nettement supérieure à celle des missiles actuellement en service et environ trois fois supérieure à celle de l'AIM-120 AMRAAM,,.
Il correspond à un besoin de missiles très flexibles, agiles et très rapides (plus de Mach 4), à longue portée (plus de 200 km), pour assurer la supériorité aérienne. Même lancé de très loin, le Meteor a, en fin de course, assez d'énergie cinétique pour l'emporter sur des cibles rapides et à très grande manœuvrabilité comme les chasseurs extrêmement agiles de 5e génération.
Propulsé par un statoréacteur et guidé par radar, il pèse 185 kg pour 3,657 m de long et son autodirecteur est d'une technologie issue de celle du MICA EM, sa taille et ses interfaces le rendant totalement compatible avec les missiles de génération antérieure (MICA, AMRAAM).
Face à l'arrivée sur le marché d'autres missiles air-air à longue portée, les états-majors européens ont décidé d'acquérir un minimum de Meteor pour maintenir leur niveau d'efficacité. À terme, le Meteor équipera le Rafale, l'Eurofighter Typhoon, le Gripen, le F-35 et sera intégré sur le TAI TFX Kaan et le KAI KF-X.

## Historique

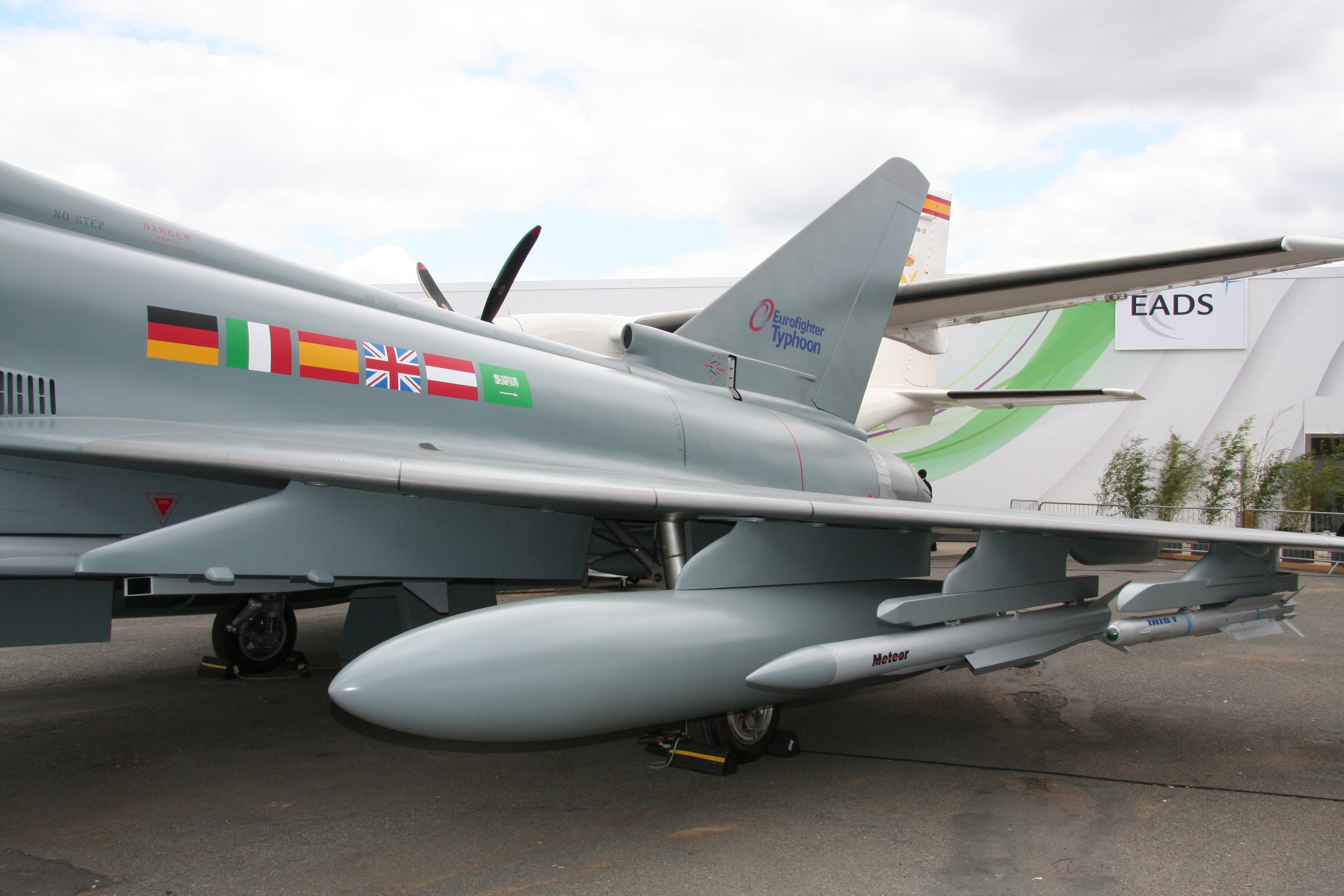
Un Typhoon exposé au salon du Bourget de 2009 avec un Meteor et un IRIS-T.

En 1994, le Royaume-Uni envisage un successeur aux missiles air-air alors en service. En décembre 2002, après de longues tractations, un contrat est officiellement signé entre MBDA et l'Agence britannique d'achat de défense (Defense Procurement Agency) ainsi que six pays européens (l'Allemagne, l’Espagne, la France, l'Italie, le Royaume-Uni et la Suède), afin de réaliser ce missile air-air longue portée.
Le premier tir d'essai du Meteor a été effectué depuis un Gripen en 2005 (Vidsel, Suède). L'intégration sur Rafale débute en 2005, et le premier tir est effectué en 2015. Le Typhoon a, quant à lui, terminé sa première série d’essais le 20 juin 2011 (Aberporth, Royaume-Uni), consistant en des tirs limités à la séparation. Lors du salon de Farnborough, en juillet 2012, le Premier ministre David Cameron a annoncé le financement des travaux d'intégration du Meteor au Typhoon.
Il entre en service opérationnel le 11 juillet 2016, dans l'Armée de l'air suédoise, qui devient la première utilisatrice de ce missile.
En 2025, le programme de sa rénovation à mi-vie sera déjà lancé.

## Commandes
Une première commande de 200 unités a été notifiée par la DGA en décembre 2010 pour la Marine nationale et l'Armée de l'air, avec une mise en service sur Rafale prévue en 2018. Elle a ensuite été abaissée à 100 missiles avant de remonter à 160 en 2021. Il est mis en service en janvier 2021.
En mai 2015, le Qatar a commandé 160 Meteor pour équiper ses futurs Rafale.
L'Allemagne a commandé en 2013 150 unités pour les Typhoon de la Luftwaffe livrés entre 2016 et 2018, une seconde commande par le Bundesamt für Ausrüstung, Informationstechnik und Nutzung der Bundeswehr de 100 exemplaires a lieu en décembre 2019.
L'Espagne a commandé 100 unités pour les Typhoon de l'Ejército del aire. Elle commence à les mettre en œuvre mi-janvier 2022.

## Concept du Meteor, défis techniques à relever
La capacité du Meteor à être tiré sur des cibles à très longue distance en guidage radar actif propulsé par statoréacteur confère au Meteor des possibilités sans équivalent. Le Meteor doit en effet intercepter des cibles à plus de 100 km (80 nq) avec une zone d'interception assurée (ZIA, en anglais No Escape Zone) de 50 à 60 km, donc au-delà de la portée des missiles actuellement en service dans le monde. Selon le directeur du projet Rafale à la DGA le couple Radar RBE2-AESA et Missile Meteor fait du Rafale l'avion le plus performant du monde en air-air.
Il sera prioritairement réservé aux missions d'interception à grande distance, au-delà de la portée optique (Beyond Visual Range, en abrégé BVR) de tout type d'aéronef. Son utilisation sera privilégiée pour l'attaque à 100 km de cibles à haute valeur telles que des avions radar ou des ravitailleurs, ou, pour les Forces armées françaises, pour la protection d'un raid nucléaire de Rafale F3.
Ce missile doit pouvoir assurer une efficacité de destruction à des distances importantes, de l'ordre de 50 milles entre la cible et l'avion tireur au moment de l'impact. À cette fin, le système d'armes comporte :
1. un radar de bord qui doit fournir des informations précises sur la cible avant le départ du missile, et/ou une liaison de données de type L-16 assurant les mêmes fonctions en retransmettant vers l'avion tireur les informations d'un capteur embarqué par un autre aéronef (ex : AWACS) ;
2. des systèmes d'identification des cibles à des distances compatibles avec la portée du missile ;
3. une manœuvrabilité suffisante du missile dans toutes les phases de vol, pour toutes les distances de tir, qui devra lui assurer une grande probabilité de destruction des cibles.

La propulsion de ce missile est également un défi technologique du fait du concept retenu : celui d'un statoréacteur. Ce statoréacteur à propergol solide et à poussée régulée (Throttleable Ducted Rocket ou TDR) dans sa phase de croisière comporte un accélérateur à poudre intégré dans la chambre de combustion, ce qui permet de donner une impulsion initiale suffisante pour atteindre une vitesse compatible avec le fonctionnement du statoréacteur.
Le missile dispose également d'une liaison de données avec l'avion tireur (LAM) permettant la mise à jour pendant son vol des données concernant la cible toute la durée précédant l'activation de son autodirecteur radar. Le directeur du projet Rafale à la DGA déclare : « [...] grâce à son statoréacteur à propulsion permanente, mais aussi au RBE2-AESA qui, de par sa portée et sa résolution, est capable de le suivre très longtemps, le Meteor peut être réaffecté en vol d'une cible à une autre [...] L'impact a été direct, ce qui démontre aussi les performances de l'autodirecteur radar actif du Meteor [...] »
La durée d'utilisation en vol sans besoin de maintenance est de 1 000 heures.

## Intégration au Rafale
Le premier vol captif a été réalisé sur un Rafale Marine F2 à Istres (France) en septembre 2005 et les premiers essais de catapultage/appontage ont eu lieu en décembre de la même année sur le porte-avions Charles de Gaulle.
Le 31 décembre 2010, la DGA a notifié à Dassault, MBDA et Thales l'intégration du Meteor sur le Rafale. Des essais aéromécaniques ont débuté en septembre 2011, afin d'ouvrir le domaine de vol du Rafale équipé de Meteor dans les différentes configurations air-air et air-sol. En mai 2012, ces mêmes configurations ont été validées sur Rafale Marine à bord du porte-avions Charles de Gaulle. Les essais de séparation ont commencé le 4 octobre 2012, tandis que les essais d'intégration devaient s'étaler jusqu'en 2016.
Le 28 avril 2015, les équipes du ministère de la Défense, de Dassault Aviation et de MBDA ont procédé au premier tir guidé du missile Meteor à partir du Rafale contre une cible aérienne. Le tir, effectué par un Rafale mis en œuvre depuis le site DGA Essais en vol de la base aérienne 120 Cazaux, s’est déroulé avec succès dans une zone du site DGA Essais de missiles de Biscarrosse. En 2021, en janvier pour l'Armée de l'air et de l'espace et en mars pour l’Aéronautique navale ont lieu les premiers vols opérationnels avec des Rafale équipés de missiles METEOR « bons de guerre ». Il est déployé en opération pour la première fois le 24 février 2022, moins de six heures après le déclenchement de l’invasion russe de l’Ukraine, lorsque deux Rafale de la base aérienne 118 de Mont-de-Marsan décollent pour sécuriser l’espace aérien polonais.
À titre d'exemple, la configuration Rafale en mission de supériorité aérienne, qui peut en emporter un maximum de quatre, sera de :
- Deux missiles Meteor ;
- Quatre MICA-EM ;
- Deux MICA-IR ;
- Un réservoir largable supersonique de 1 250 litres[23].

## Opérateurs

Opérateurs et futurs opérateurs du missile Meteor.
Opérateurs
Opérateurs futurs

### Actuels
- Espagne - Armée de l'air[24]
- France - Armée de l'air et de l'espace, Marine nationale[25]
- Grèce - Force aérienne grecque[26],[27]
- Inde - Force aérienne indienne[28]
- Italie - Aeronautica Militare[29]
- Qatar - Force aérienne de l'Émir du Qatar : présentation le 18 décembre 2021[30]
- Suède - Armée de l'air suédoise[31]

### Futurs
- Allemagne - Luftwaffe[32]
- Arabie saoudite - Force aérienne royale saoudienne (exportation bloquée par l'Allemagne)[33]
- Brésil - Force aérienne brésilienne[34]
- Corée du Sud - Force aérienne de la République de Corée[35]
- Égypte - Armée de l'air égyptienne
- Royaume-Uni - Royal Navy[36]